# Sanborn (Dakota du Nord)
Pour les articles homonymes, voir Sanborn.
La ville de Sanborn est située dans le comté de Barnes, dans l’État du Dakota du Nord, aux États-Unis. Sa population s’élevait à 192 habitants lors du recensement de 2010, estimée à 174 habitants en 2018.

## Histoire
Sanborn a été fondée en 1879.

## Démographie
| Groupe            | Sanborn | Dakota du Nord | États-Unis |
| ----------------- | ------- | -------------- | ---------- |
| Blancs            | 99,0    | 90,0           | 72,4       |
| Métis             | 1,0     | 1,8            | 2,9        |
| Autres            | 0       | 8,2            | 26,7       |
| Total             | 100     | 100            | 100        |
|                   |         |                |            |
| Latino-Américains | 0       | 2,0            | 16,7       |

Selon l’American Community Survey, pour la période 2011-2015, 100 % de la population âgée de plus de 5 ans déclare parler l’anglais à la maison.
| 1890 | 1900 | 1910 | 1920 | 1930 | 1940 |
| ---- | ---- | ---- | ---- | ---- | ---- |
| 227  | 259  | 390  | 391  | 343  | 366  |

| 1950 | 1960 | 1970 | 1980 | 1990 | 2000 |
| ---- | ---- | ---- | ---- | ---- | ---- |
| 324  | 263  | 255  | 237  | 164  | 194  |

| 2010 | - | - | - | - | - |
| ---- | - | - | - | - | - |
| 192  | - | - | - | - | - |

## Source
- (en) Cet article est partiellement ou en totalité issu de l’article de Wikipédia en anglais intitulé « Sanborn, North Dakota » (voir la liste des auteurs).